# Natriummanganaat
Natriummanganaat (Na2MnO4) is een paramagnetisch natriumzout van manganaat. De stof komt voor als een diepgroene vaste stof. Het is een zeer sterke base.

## Synthese
Natriummanganaat wordt vrij zelden bereid, omdat het onmogelijk is ze direct te synthetiseren uit een reactie van mangaan(IV)oxide en natriumhydroxide. De reactie houdt op bij de onstabiele Mn(V)-verbinding Na3MnO4. De stof wordt daarom bereid door een reductie van natriumpermanganaat in een basisch milieu:
{\displaystyle {\ce {4NaOH + 4NaMnO4 -> 4Na2MnO4 + 2H2O + O2}}}